# Lliga Tessàlia
La Lliga Tessàlia va ser una confederació de tipus feudal de les ciutats estat i les tribus a la vall de Tessàlia al nord de Grècia, era dirigida per unes poques famílies aristocràtiques de Tessàlia (Aleuada i Scopades). La seu de la Lliga Tessàlia va ser Larisa.